# Aldo Vascellari
Aldo Vascellari (Calalzo di Cadore, 30 maggio 1926) è un ex calciatore italiano, di ruolo attaccante.

## Carriera
Cresciuto nel Venezia, debuttò in Serie B con il Treviso nella stagione 1950-1951, disputando con i veneti due campionati cadetti per un totale di 62 presenze e 21 reti.
In seguito giocò sei incontri con i friulani dell'Udinese nella stagione 1952-1953 quando la squadra di Udine militava in Serie A. Rimase in forza ai bianconeri fino al 1955, quando fu posto in lista di trasferimento.